# 曾咏 (香港模特兒)
曾咏（Winnie Yong Zeng，1984年10月1日—），模特兒，出生於廣州，畢業於香港大學微生物系碩士2年課程。是透過Style Model Hunt（由風尚國際有限公司和海港城合辦的）成功入圍的。
現時經理人為香港有名的 STYLE International Management（風尚國際有限公司）, 與熊黛林、Angelababy、姚予晴 、楊汀叮屬同一間公司。 

## 廣告
- 2011年《MASSIMO BONINI》

## 小說作品
- 《Beauty Live》

## 外部連結
- 曾咏進軍模界挑戰熊黛林 東方日報 （页面存档备份，存于）
- 曾咏出書分享有營減肥法 東方日報 （页面存档备份，存于）
- 姚予晴率師妹放風箏兔年起飛 太陽報 （页面存档备份，存于）